# План «Варта»
План «Варта» (пол. Plan użycia sił zbrojnych Rzeczypospolitej Polskiej "Warta" - 00101) — кодова назва плану стратегічної оборонної операції Збройних сил Республіки Польща в разі нападу Російської Федерації та її союзників. 
Свою назву план отримав від річки Варта. Розроблений Генеральним Штабом Збройних сил Республіки Польща. Підписаний 30 червня 2011 року Головою Генерального Штабу генералом Мечиславом Ченюхом. Остаточний варіант затверджений 11 липня 2011 року Міністром Оборони Польщі Богданом Кліхом.
У вересні 2023 року частину плану використання Збройних сил Польщі під кодовою назвою «Варта» розсекретив тодішній Міністр Оборони Польщі Маріуш Блащак, за місяць до виборів до Сейму.
План «Варта» передбачав самостійне стримування агресора протягом приблизно 10–14 днів, тобто часу, необхідного для прибуття союзних військ НАТО. План визначав остаточну лінію оборони – на річках Вісла та Вепр.

## Загальний задум
Операція була поділена на наступні етапи;
- Етап I-III – затримка та уповільнення просування противника (час: ~6 днів загалом)

Використання прикриваючої смуги: Протягом приблизно двох днів п'ять бригад проводять операції з метою затримки наступу противника. Потім ще чотири бригади продовжують маневрену оборону ще протягом двох днів. Нарешті, чотири бригади відходять за підтримки додаткової бригади, ведучи ще два дні маневреної оборони.
- Етап IV – Будівництво маневреної оборони: ~2 дні
- Етап V – остання лінія оборони: зупинка ворога на стратегічному рубежі річок Вісла та Вепр

Утримання плацдармів на правому березі Вісли у двох основних районах: «Грудзьондз-Торунь-Бидгощ» та «Отвоцк-Гарволін-Рики». Плацмарми мали утримуватися навіть після того, як ворог форсував Віслу, що дозволило б провести контрнаступ або зберегти оборонні позиції.
На узбережжі: 7-ма бригада берегової оборони має бути готова до відбиття морського десанту. Резерви: 25-та повітряна кавалерійська бригада як оперативний резерв та 34-та бронекавалерійська бригада як стратегічний резерв.